# Drôles de petites bêtes (film)
Pour l’article homonyme, voir Drôles de petites bêtes.
Pour plus de détails, voir Fiche technique et Distribution.
Drôles de petites bêtes est un film d'animation franco-luxembourgeois réalisé par Arnaud Bouron et Antoon Krings et sorti en 2017. Il est basé sur la série littéraire éponyme d'Antoon Krings.

## Synopsis
Lorsque Apollon, un grillon saltimbanque au grand cœur, arrive au Village des petites bêtes, il ne tarde pas à perturber la vie du royaume, à la veille du jubilé de la reine. Entraîné dans un complot fomenté par Huguette la guêpe, la cousine de la reine, visant à s’approprier le trône, Apollon est accusé d’avoir enlevé la souveraine. Cette dernière est en réalité captive des nuisibles, ennemis du royaume et complices d’Huguette. Apollon, aidé de Mireille l’abeille et de ses nouveaux amis, se lance alors dans une périlleuse mission de sauvetage. Pour libérer la reine et contrecarrer les plans diaboliques de la traîtresse cousine, les petites bêtes devront braver bien des dangers et redoubler d’imagination.

## Fiche technique
Sauf indication contraire, les informations mentionnées dans cette section peuvent être confirmées par les bases de données cinématographiques IMDb et Allociné,  présentes dans la section « Liens externes ».

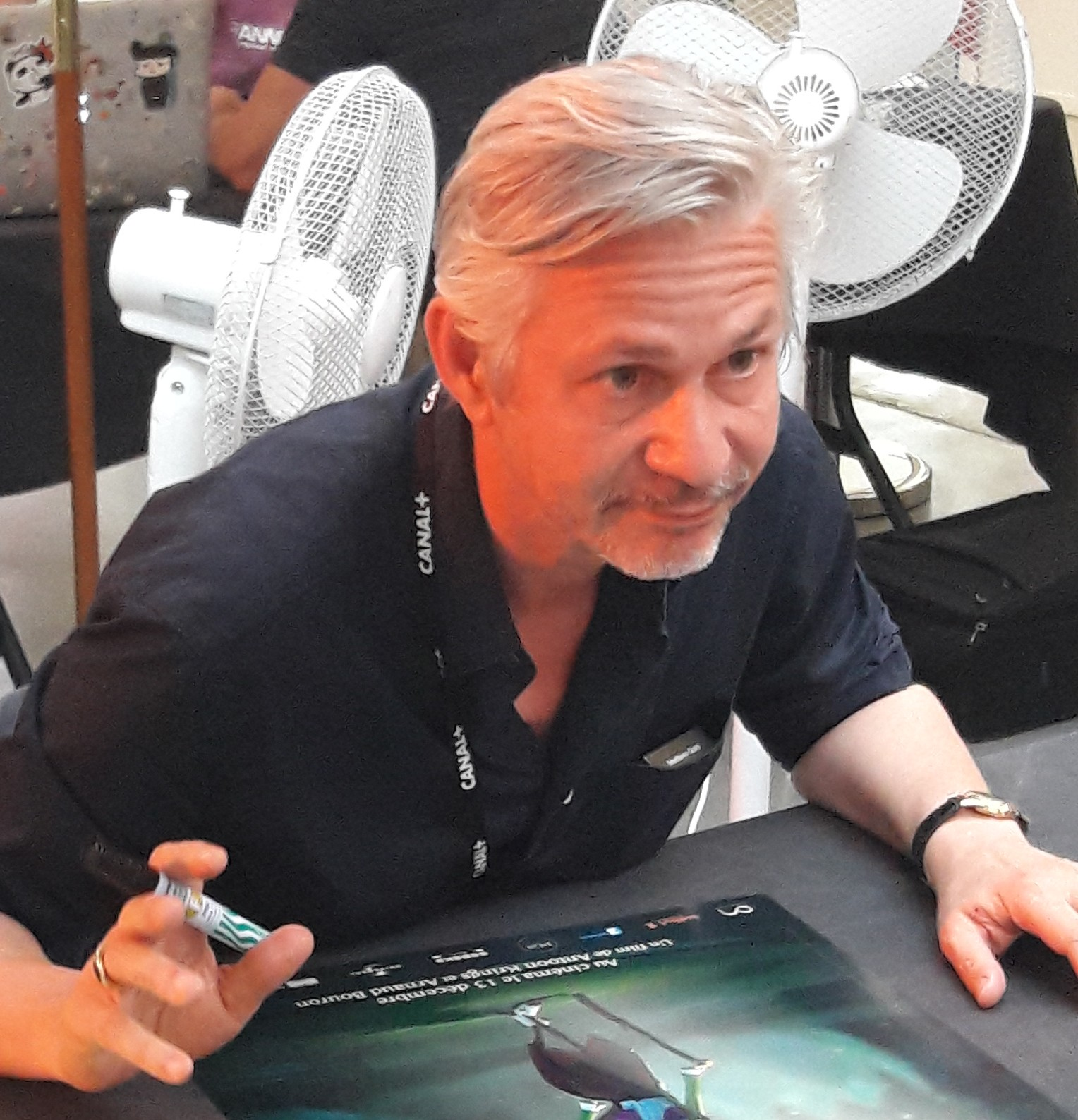
Antoon Krings lors de l'avant-première du film au Festival d'Annecy 2017.

- Titre original : Drôles de petites bêtes
- Réalisation : Antoon Krings et Arnaud Bouron
- Scénario : Arnaud Delalande, Antoon Krings et Christel Gonnard, d'après la série de livres Drôles de petites bêtes d'Antoon Krings
- Musique : Bruno Coulais
- Direction de l'animation : Michel Raimbault
- Création graphique des personnages : Julien Rossire, Margaux Zinsner, Romain Kurdi, Camille André et Camille de Knÿff
- Montage : Nazim Meslem
- Production : Aton Soumache, Lilian Eche et Christel Henon
- Sociétés de production : Onyx Films, Bidibul Productions et France 3 Cinéma, avec la participation de la SOFICA Cinéventure 1[réf. nécessaire]
- Société de distribution : Gebeka Films (France) ; Tarantula Distribution (Luxembourg) ; Universal Pictures[Où ?][réf. nécessaire]
- Pays de production :  France et  Luxembourg
- Langue originale : français
- Format : couleur - 1,85:1 - Dolby Digital
- Genre : animation
- Durée : 80 minutes
- Dates de sortie :
  - France : 14 juin 2017 (Festival d'Annecy)[1] ; 13 décembre 2017 (sortie nationale)
  - Luxembourg : 14 décembre 2017

## Distribution
Sauf indication contraire, les informations mentionnées dans cette section peuvent être confirmées par les bases de données cinématographiques IMDb et Allociné,  présentes dans la section « Liens externes ».
- Kev Adams : Loulou le pou
- Virginie Efira : Huguette la guêpe
- Emmanuel Curtil : Apollon le grillon
- Anne Tilloy : Marguerite, la Reine des abeilles
- Céline Melloul : Mireille l'abeille
- Jean-Philippe Janssens : Siméon le papillon
- Vincent Ropion : Louie
- Jérémie Covillault : Sphinx
- Marie-Charlotte Leclaire : Patouch la mouche
- Didier Gustin : Incognito
- Arnaud Léonard : Général Krypton
- Alexandre Nguyen : Léon le bourdon
- Pierre-Alain de Garrigues : Père Pétard
- Caroline Combes : voix additionnelles
- Patrice Baudrier : voix additionnelles
- Julien Crampon : voix additionnelles

## Distinction
Sauf indication contraire, les informations mentionnées dans cette section peuvent être confirmées par la base de données cinématographiques IMDb,  présente dans la section « Liens externes ».
- Lumières 2018 : nomination comme meilleur film d'animation[2]